# تجليات
تجليات (بالكورية: 계시록) هو فيلم غموض وإثارة كوري جنوبي، أنتج بواسطة شركة نتفليكس سنة 2025. من سيناريو وإخراج يون سانغ-هو وتشوي جيو سوك، استنادًا إلى ويبتونز خاص بهما يحمل نفس الاسم. وقد أطلق الفيلم على منصة نتفليكس في 21 مارس 2025.

## القصة
يروي الفيلم قصة قس يؤمن بأن معاقبة المجرمين وحيٌّ إلهي، وبسبب حادثة اختفاء ابنه الصغير، يلاحق إحدى مرتادي الكنيسة الجدد بحجة أنه صاحب أسبقيات ومسؤول عن اختفاء ابنه. يترافق كل ذلك مع قصة محققة مسؤولة عن قضية اختفاء فتاة من مرتادي نفس الكنيسة، لكنها تعاني من عقدة نفسية بسبب أختها المتوفاة والتي لم تستطع انقاذها من الخطف. الفيلم يسلط الضوء على الأفرادٍ الذين يسعون وراء معتقداتهم الخاصة، ويبررون أفعالهم بمساعدة هذه المعتقدات.

## الممثلون
- ريو جون يول في دور: القس سونغ مين تشان.
- هان جي هيون في دور: يون جو.

## روابط خارجية
- تجليات على موقع IMDb (الإنجليزية)
- تجليات على موقع روتن توميتوز (الإنجليزية)
- تجليات على موقع نتفليكس (الإنجليزية)
- تجليات على موقع ألو سيني (الفرنسية)
- تجليات على موقع فيلمافينيتي (الإسبانية)
- تجليات على موقع قاعدة بيانات الفيلم (الإنجليزية)